# Jerzy Werner

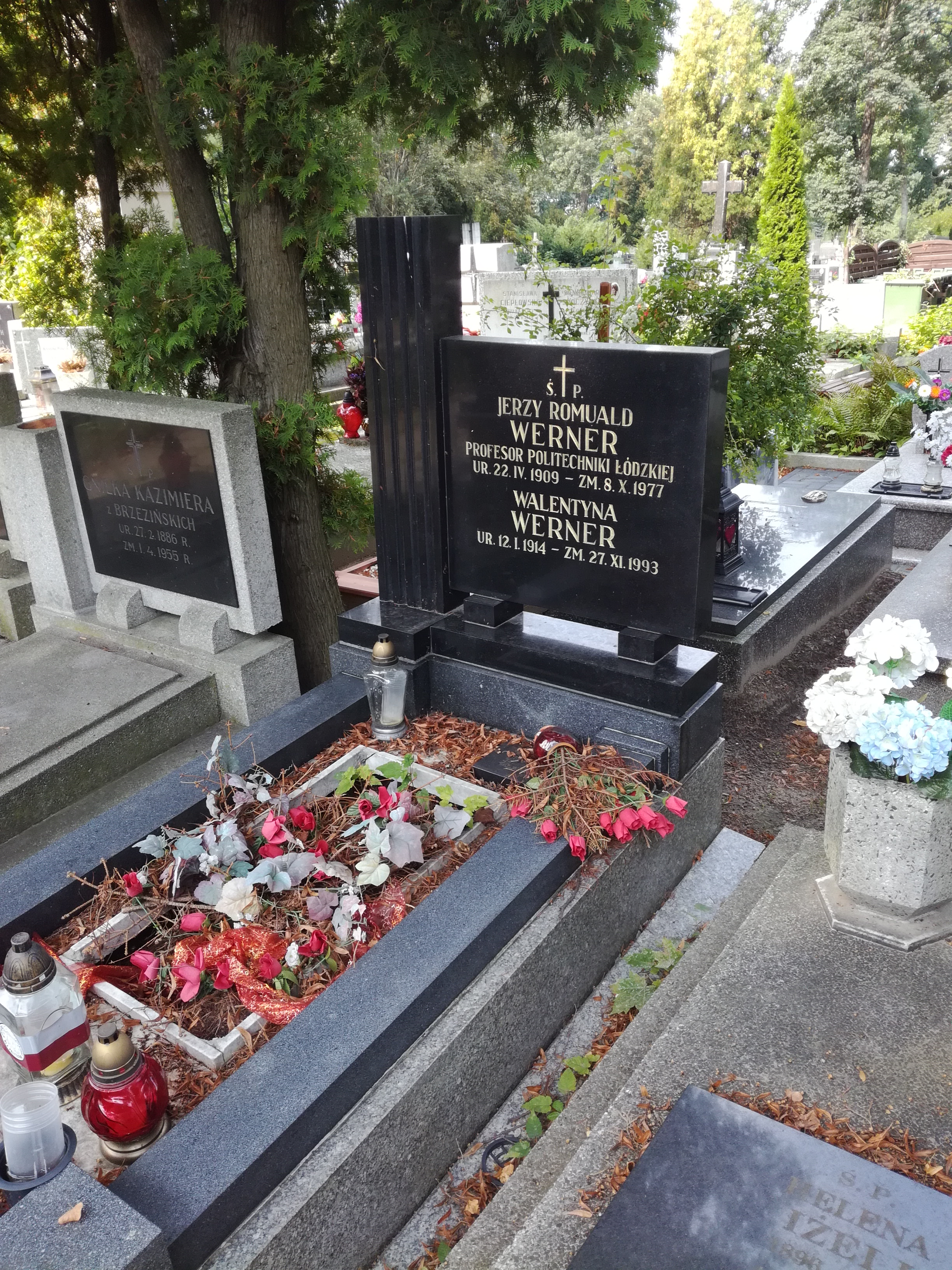
Grób Jerzego Wernera na Starym Cmentarzu w Łodzi

Jerzy Romuald Werner (ur. 22 kwietnia 1909 w Krośnie, zm. 8 października 1977 w Łodzi) – polski konstruktor podwozi samochodowych, współautor samochodu ciężarowego Star 20, profesor Politechniki Łódzkiej, poseł na Sejm PRL IV i V kadencji.

## Życiorys
Urodził się w Krośnie i do szkół uczęszczał w tym mieście. Okres II RP spędził w Warszawie. Maturę zdał w Gimnazjum im. Joachima Lelewela w 1928. Ukończył studia na Wydziale Mechanicznym Politechniki Warszawskiej (1928–1936). Był działaczem narodowym i stał na czele tamtejszego „Bratniaka”. W okresie międzywojennym był konstruktorem podwozi do ciężarówek PZInż 703 i 713, jak również wyprzedzających swą epokę osobowych LS (Lux-Sport), konstruktorem pierwszego polskiego sprzęgła hydrokinetycznego oraz twórcą własnej szkoły naukowej w zakresie mechaniki pojazdów samochodowych.
Podczas II wojny światowej był więziony na Pawiaku. 
Po wojnie został oddelegowany do Łodzi, gdzie zajmował się organizacją transportu samochodowego dla zaopatrzenia miasta jak i rozwojem świeżo założonej Politechniki Łódzkiej. Równolegle współtworzył nowy polski samochód ciężarowy Star 20 i niewprowadzony do produkcji Walentyn. Na Politechnice Łódzkiej był kierownikiem Katedry Budowy Samochodów i Ciągników (1970–1976), dyrektorem Instytutu Pojazdów, dziekanem Wydziału Mechanicznego (1954–1955, 1960–1962), prorektorem, a w latach 1962–1968 rektorem uczelni. Pełnił funkcję przewodniczącego Rady Naukowej Przemysłowego Instytutu Motoryzacji.
W latach 1965–1972 poseł na Sejm PRL IV i V kadencji (bezpartyjny).

## Życie prywatne
Był żonaty z Walentyną (1914–1993), miał dwóch synów. Dziadek Anity Werner. 
Przez ostatnie kilkanaście lat życia mieszkał w mieszkaniu na piętrze kamienicy Szymela i Heleny Wileńskich w Łodzi przy pl. Komuny Paryskiej. Zmarł w Łodzi, pochowany 12 października 1977 na katolickim Starym Cmentarzu w Łodzi.

## Publikacje
- Budowa samochodów: konstruowanie podwozi. Warszawa: Wydawnictwa Komunikacji i Łączności, 1966.
- Naprawa samochodów. Warszawa: Wydawnictwa Komunikacyjne, 1953 (wyd. 2 popr. i uzup. 1958).
- Pojazdy gąsiennicowe: zarys teorii. Łódź: Państwowe Wydawnictwo Naukowe, 1952.
- Okładziny cierne do hamulców planetarnej skrzynki biegów spiekane z proszków metali. Łódź: Państwowe Wydawnictwo Naukowe, 1966 („Zeszyty Naukowe Politechniki Łódzkiej. Mechanika”, z. 17; współautor).
- Teoria ruchu samochodu. Łódź: Politechnika Łódzka, 1959.
- Teoria ruchu samochodu i podwozia samochodowe. Łódź: Państwowe Wydawnictwo Naukowe, 1955[4].

## Ordery i odznaczenia
- Order Sztandaru Pracy II klasy
- Krzyż Oficerski Orderu Odrodzenia Polski
- Krzyż Kawalerski Orderu Odrodzenia Polski
- Medal 30-lecia Polski Ludowej
- Medal 10-lecia Polski Ludowej (15 stycznia 1955)[5]
- Medal „Za zasługi dla obronności kraju” (dwukrotnie)
- Medal Komisji Edukacji Narodowej (1969)[6]
- Odznaka 1000-lecia Państwa Polskiego[7]
- Honorowa Złota Odznaka SIMP
- Honorowa Złota Odznaka NOT

## Nagrody i wyróżnienia
- Nagroda Państwowa II stopnia (naukowa)
- Nagroda Miasta Łodzi (naukowa)
- Doktor honoris causa Uniwersytetu Strathelyde w Glasgow[8]

## Upamiętnienie
W 1984 jego imieniem nazwano ulicę na osiedlu Teofilów w Łodzi.
Od 1 września 2023 imię prof. Jerzego Wernera noszą Technikum, oraz Szkoła Branżowa I i II stopnia wchodzące w skład Zespołu Szkół Samochodowych w Łodzi ul. W. Kilara 3/5 (d. Fr. Prożka).